# Joseph-Bernard Rosier
Pour les articles homonymes, voir Rosier.
Paul Joseph-Bernard Rosier, né à Béziers le 18 octobre 1804 et mort à Marseille le 15 octobre 1880, est un auteur dramatique et librettiste français.

## Biographie
Il travaille d'abord comme clerc d'avoué avant de devenir professeur de rhétorique puis, se lance en littérature en 1830.
Ses pièces furent représentées dans les plus célèbres théâtres parisiens du XIXe siècle : Théâtre du Vaudeville, Théâtre des Variétés, Théâtre de la Porte-Saint-Martin, Comédie-Française, etc.
Dans sa vieillesse il se retire à Marseille, auprès de son fils, directeur de l'École supérieure de commerce. Il rédige alors un ouvrage où il fait l'apologie du catholicisme.

## Œuvres
- Le Mendiant Cratès, ou le Rêve et le réveil, 1830
- Le Mari de ma femme, comédie en 3 actes, 1830
- Raymond, ou le Secret de la reine, opéra-comique en trois actes, avec Adolphe de Leuven, 1831
- Le Mariage par dévouement, comédie en 3 actes, en vers, 1831
- La Mort de Figaro, drame en 5 actes, en prose, 1833
- Charles IX, drame en 5 actes, 1834
- La Jolie Voyageuse ou les Deux Giroux, anecdote contemporaine en un acte, avec Achille d'Artois et René de Chazet, 1834
- Un procès criminel, ou les Femmes impressionnables, comédie en 3 actes, 1836
- Vieilles et Nouvelles Histoires, 1836
- Maria Padilla, chronique espagnole en trois actes, un prologue et un épilogue, 1837
- Claire, ou la Préférence d'une mère, drame en 3 actes, en prose, 1837 lire en ligne sur Gallica
- Les Assurances conjugales, comédie en un acte, mêlée de chant, 1838 lire en ligne sur Gallica
- A trente ans ou Une femme raisonnable, comédie en 3 actes mêlée de couplets, avec Alexandre Pierre Joseph Doche, 1838
- L'Amour, comédie en 3 actes, 1839 lire en ligne sur Gallica
- La Lune rousse, comédie en 1 acte, mêlée de chants, 1839
- Le Protégé, comédie en 1 acte, 1839
- Le Manoir de Montlouvier, drame en 5 actes, 1839
- La Femme de mon mari, comédie en 2 actes, mêlée de couplets, 1840
- La Mansarde du crime, comédie en 1 acte, 1840
- Zacharie, drame en 5 actes, 1841
- Langeli, comédie en 1 acte, mêlée de couplets, 1841
- Manche à manche, comédie en 1 acte, mêlée de chant, 1841
- Les Deux Brigadiers, vaudeville en 2 actes, 1842
- Monsieur de Maugaillard, ou le Premier jour des noces, comédie en 1 acte en prose, 1842
- L'Inconsolable ou les Deux Déménagements, comédie-vaudeville en 3 actes, 1846
- Un mousquetaire-gris, comédie mêlée de couplets en 2 actes, 1847
- Le Pouvoir d'une femme, comédie en deux actes, 1848
- La Dernière Conquête, comédie mêlée de chant, en 2 actes, 1848
- Brutus, lâche César !, comédie en 1 acte mêlée de chant, 1849
- La Pension alimentaire, comédie-vaudeville en 2 actes, 1849
- Croque poule, comédie-vaudeville en 1 acte, 1849
- Un mariage en trois étapes, comédie mêlée de chant, en 3 actes, 1850
- Le Songe d'une nuit d'été, opéra comique en 3 actes, avec Ambroise Thomas et Adolphe de Leuven, 1850
- Deux Lions râpés, comédie-vaudeville en 3 tableaux, avec Varin, 1851
- Raymond ou le Secret de la reine, opéra-comique en 3 actes, avec Ambroise Thomas et Adolphe de Leuven, 1851
- Une passion du midi, vaudeville en 1 acte, 1851
- Un mari trop aimé, comédie-vaudeville en 1 acte, 1852
- La Foi, l'Espérance et la Charité, drame en cinq actes et six parties, 1853
- La Cour de Célimène, opéra-comique en 2 actes, avec Ambroise Thomas, 1855
- Le Housard de Berchini, opéra-comique en 2 actes, avec Adolphe Adam, 1855
- Chacun pour soi, comédie en 3 actes, 1856
- Un bon ouvrier, comédie-vaudeville, avec Achille d'Artois, non daté